# Református templom (Solymár)
A solymári református templom a Dunamelléki Református Egyházkerület Északpesti Református Egyházmegyéjében található Solymár Anyaegyházközség temploma. A Pest vármegyei Solymár központjában álló, lelkészlakással és hitoktató helyiséggel egybeépített liturgikus épület a helyi református közösség egyetlen gyülekezeti helye. 1986-87 során épült, azóta a szerencsés elhelyezkedésének köszönhetően, visszafogott megjelenése ellenére a nagyközség arculatának egyik meghatározó építményévé vált.

## Története

### Előzmények
Solymáron a második világháború végéig gyakorlatilag nem élt református népesség, a túlnyomó többségben német nemzetiségű lakosság legnagyobb része katolikus vallású volt. Protestáns vallású lakosok abban az időben inkább csak a településre máshonnan költözött, esetleg a munkájuk miatt odaköltöztetett értelmiségiek közül kerültek ki [ismerten protestáns volt például a község két világháború közti orvosa és legalább egy fő az akkori tanárok közül]. Névleg solymári protestáns lakosoknak számíthattak még a település külterületein, budapesti határvidékein kialakult munkáskolóniák [festékgyári telep, Rozália-téglagyári munkástelep] egyes dolgozói is, utóbbiak azonban gyakorlatilag nem voltak kapcsolatban a településsel.
Egy 1940-es adat szerint a solymári lakosság mintegy 92%-ban számított katolikusnak, az 1941-es népszámlálás során 66 fő reformátust és 49 evangélikust írtak össze. Abban az időben a solymári lakhelyű református vallású lakosok ellátását fővárosi egyházközségek végezték: 1932-ig az egész környék reformátusai Óbudához tartoztak, mint annak szórványterületén élők, utána 1941-ig az újpesti, majd egy évre a csillaghegyi, 1942-46 között pedig a pesthidegkúti egyházközséghez sorolták az itteni reformátusokat.
A második világháború végén a német nemzetiségű lakosok egy része a front közeledtétől tartva Nyugatra menekült, majd 1946 áprilisában a megmaradt német lakosság nagyobbik hányadát is kitelepítették, a megüresedett házakba pedig elsősorban Mezőkövesd környéki földműves családokat, erdélyi menekülteket és a csehszlovák–magyar lakosságcsere keretében Magyarországra áttelepített felvidéki magyarokat költöztettek. Az új beköltözők között sok volt a református vallású személy, így a községben rövid időn belül megszületett az igény egy református istentiszteleti hely iránt.

### Református imaház
Mivel a háború után több környező településen is hasonló társadalmi változások mentek végbe, 1946-ban megalakult pilisvörösvári székhellyel a Piliskörnyéki Református Missziói Egyház, ahova attól fogva Solymár is tartozott. Az istentiszteletek rendszeres látogatásához azonban még az is nehézséget jelentett a helyieknek, hogy Pilisvörösvárra járjanak át, ezért egyikük, Váncza János saját lakását ajánlotta fel arra a célra, hogy ott néha istentiszteleteket tartsanak. Ez persze nem maradhatott tartós állapot, ezért a legaktívabb solymári reformátusok intenzíven lobbizni kezdtek egy helyi imaház létesítése érdekében. Hárman a kezdeményezők közül még Tildy Zoltán államelnöknél is jártak, hogy közbenjárásra kérjék. Törekvéseik végül eredményre is jutottak, a solymári református közösség ugyanis a földreform során 1947-ben megkaphatta a mai József Attila utca 52. szám alatti, a Dózsa György utcai kereszteződésben álló vályogépítésű sarokházat, amelyben a kitelepítéséig Wenczel György helyi borbély lakása és üzlete volt.

### Templomépítés
Közel négy évtizedig ebben az egyre rosszabb állapotúvá váló vályogházban tartották a helyi istentiszteleteket a Pilisvörösvárról át-átjáró lelkészek, de ahogy erősödött közösség, úgy nőtt az igény immár egy méltó kialakítású templom iránt. Erre azt követően nyílt lehetőség, hogy a Vörösvárott 1975-től szolgáló Riskó János 1984-ben egy segédlelkészt kapott, Szigethy László személyében, akinek azonnal át is adta a solymári fíliával kapcsolatos teendőket.
Szigethy László nagyon lelkesen vetette be magát a munkába: szívós munkával szinte egymaga kutatta fel a településen élő, de vallásukat helyben korábban nem gyakorló, így a közösség számára addig lappangó református vallású lakosokat, majd 1985-től, Darabos Lajos gondnokkal együtt nekilátott a templomépítés szervezésének. Munkájuk eredményeként a legtöbb helyi református család tett pénzügyi felajánlást a megépítendő templom számára, jellemzően az anyagi erejükhöz mérten nem is csekély – akkori árakon ezer, számosan pedig tízezer forintos nagyságrendű – összegeket. Ennél is nagyobb mérvű, összességében milliós nagyságrendű segítséget jelentett németországi, svédországi és hollandiai hittestvérek felajánlása. A szervezők Néhány éven belül elért sikerük azért is volt nagy szó, mert azokban az években épült református templom két szomszéd községben, Pilisvörösvárott és Ürömben is, így a kezdeti időszakban arra is számítani kellett, hogy az engedély iránti kérelmet az illetékes hatóságok elutasítják.
A kivitelezés munkáiban felekezettől függetlenül sokan nyújtottak segítséget, díjtalanul vagy jelentős kedvezménnyel végzett fizikai munkával, illetve összeköttetéseik felajánlásával. A tervezési feladatokat Haraszti László tervezőmérnök és Králik Miklós statikus mérnök teljesen ingyen végezték el, a templom teljes belső díszítését szolgáló 104 darab, növényi ornamentikás mintájú fakazettát dr. Pákayné Hajnal Mária tanárnő ugyancsak ingyen festette. A 200 fő befogadására alkalmas templom összesen egy év alatt készült el, 1986 -1987 között. A templom belső terének terveit és szószéken látható festményt Szabó István helyi faszobrász alkotta meg, ugyancsak az ő munkája volt az épület mellé, az udvaron 1990-ben felállított fa harangláb tervezése és kivitelezése is. A harangláb alumínium harangját Jeney Tibor öntötte. A parókia 1993-ban egy újabb épületrésszel bővült, Szalay Gábor tervei alapján.